# نظام فيزيائي

النظام الفيزيائي هو كل نظام مكون من مادة وطاقة، يحبث يمكننا دراسته والتحري عنه باستخدام أدوات الفيزياء. ضمن هذا السياق فإن النظام يؤخذ على أنه «مجموعة من الأغراض المترابطة مكانيا وزمانيا لكن يمكن لها ان تعمل بشكل مستقل»
على سبيل المثال: البحيرة lake تشكل نظاما فيزيائيا لكن قصة مكتوبة عن هذه البحيرة تشكل نظاما اصطلاحيا conceptual system. القاريء البشري (وهو عبارة عن نظام فيزيائي) عليه ان يشغل (يفسر، يبني، ينشيء) النظام الاصطلاحي «القصة»، لكن النظام الفيزيائي «البحيرة» له استقلاليته الذاتية ووجوده الذاتي.
يتم فصل النظام عن المحيط بواسطة خيارات عديدة وذلك لتبسيط تحليل النظام.
في النظام المعزول هناك تفاعل واحد لايذكر بين النظام والوسط المحيط.
النظام الفيزيائي مقصور على فئة محددة: حيث يمكن اعتبار الذرة نظام فيزيائي وكذلك الماء في المحيطات أ وجود الماء في الجهة اليسرى من البحيرة وغيرها.
في دراسة فك الترابط الكمومي فإن النظام يكون له خواص ماكروسكوبية في حين الوسط المحيط المتصل بالنظام له درجة حرية داخلية يتم وصفها كلاسيكيا باهتزازات البندول الحرارية.

## التعقيدات في النظام الفيزيائي
إذا أخذنا في الاعتبار كرة نيوتن الكلاسيكية ولها عدد من التحركات كجسيم مادي وتتوقف عند جدران الوعاء نجد أن مستوى الاحتمال للنظام لايتغير مع الزمن بينما الإنتروبي (الفوضى) للنظام تتغير مع الزمن. ويعتبر التقييم الدوري للنظام عملية معقدة جدا، وهذا التعقيد للنظام لايتغير.

## التعقيدات في النظام الرياضي
من السهل معرفة مستوى التعقيد في مستوى بسهولة
مثال: إذا أخذنا آلة توزيع تولد رموز عشوائية واستخدمت لتوليد رموز بتسلسل جديد، يكون تعقيد السلسلة النهائية للرموز يعادل رياضيا تقريبا الحد الأدنى المطلوب إنتاجه من السلسلة وتحددها خوارزمية نظرية المعلومات.

## مفهوم النظام المغلق في الفيزياء
هناك أربع ملاحظات لهايزنبرغ في الفيزياء وربما خمسة مفاهيم مختلفة طورت مفاهيم النظام المغلق:
-	الأولى بدأت بالإشارة إلى ميكانيكا نيوتن
-	الثانية في القرن 19 مع الثيرموديناميكا
-	الرابعة طوال القرن 20 مع لورنتز واينشتاين وهيرمان مينكوفسكي
-	الأخيرة مع تطور النظرية الكمية وميكانيكا الموجة
المراحل 3 و4 أدت إلى تطور مفاهيم النظم المفتوحة ولكن مفاهيم النظام مغلق /مفتوح بحاجة للنظر فيها

## وصلات خارجية
- Conceptual vs Physical Systems